# Myrmeleon croceicollis
Myrmeleon croceicollis är en insektsart som beskrevs av Gerstaecker 1885. Myrmeleon croceicollis ingår i släktet Myrmeleon och familjen myrlejonsländor. Inga underarter finns listade i Catalogue of Life.

## Bildgalleri

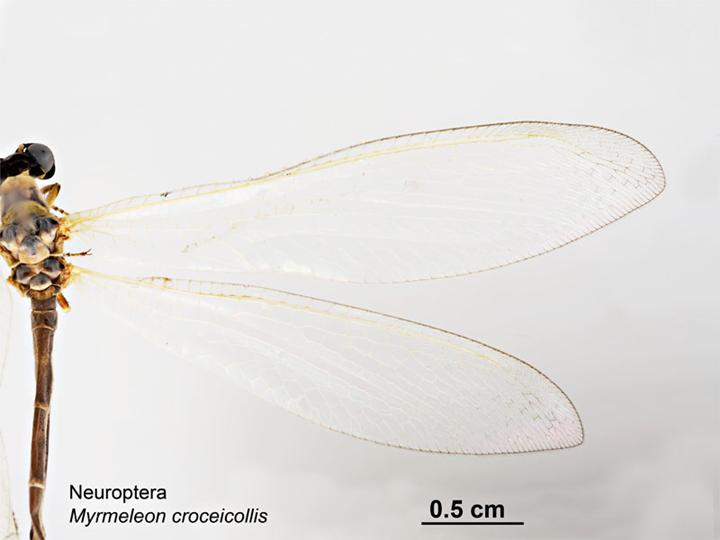